# Reepschlägerstraße (Bremen)
Die Reepschlägerstraße ist eine zentrale Erschließungsstraße in Bremen, Stadtteil Blumenthal, Ortsteile Rönnebeck und Farge. Sie führt in Ost-West- und dann Süd-Nord-Richtung von der Straße Kreinsloger bis zur Richard-Taylor-Straße in Farge.
Die Querstraßen und Anschlussstraßen wurden u. a. benannt als
Kreinsloger nach dem Lager (= Loger) der Krähen, Segelmacherstraße nach dem für die nahen Bootswerften wichtigen Handwerk, Wietingstraße nach der Kapitänsfamilie (Heinrich Wieting, Louis Wieting (* 1819), Louis Wieting (* 1850), Cord Wieting), Blockmacherstraße nach diesem Handwerk beim Bootsbau (Blöcke um die Zugrichtung von Tauwerk zu ändern), Hinrich-Dewers-Straße nach dem Unternehmer und Gemeindevorsteher von Rönnebeck (1856–1941), Blaufärberstraße nach einem ansässigen Betrieb, Takelbasweg nach dem, Buschdeel nach einer Flurbezeichnung (geteilter Busch), Turnerstraße nach dem benachbarten Turnplatz, Hanfstraße nach dem früher für die Tauwerkherststellung wichtigen Hanfgewächs, Hechelstraße nach dem kammartigen Gerät, durch das verschiedene Naturfasern gereinigt wurden und Richard-Taylor-Straße nach dem Kupferstecher und Gemeindevorsteher von Farge (1868–1953); ansonsten siehe beim Link zu den Straßen.

## Geschichte

### Name
Die Reepschlägerstraße wurde nach den Reepschlägern, einem Handwerksberuf der Seilherstellung für die Segelschiffe, benannt.

### Entwicklung
Die Straße ist eine alte Wegeverbindung von Rönnebeck nach Farge. 2009 fand parallel zur Straße der Ausbau der Bundesstraße 74 zur Autobahn A270 statt.
Blumenthal ist Bremens nördlichster Stadtteil.

Rönnebeck wurde 1586 zuerst erwähnt und war lange Zeit beim Amt bzw. Kreis Blumenthal. 1908 wurde der Ort nach Blumenthal eingemeindet.

Farge gehörte zum Amt Blomenthal bzw. Kreis Blumenthal.

### Verkehr
2007 bot die NordWestBahn einen Vorlaufbetrieb auf der für den Personenverkehr der reaktivierten Bahnstrecke Bremen-Farge–Bremen-Vegesack (Farge Bremen) von 1888 an.

Die Regio-S-Bahn Bremen/Niedersachsen mit der Linie RS1 hat einen Haltepunkt an der nahen Straße Kreinsloger.
Im Nahverkehr in Bremen tangiert die Straße an der Turnerstraße sowie an der Kreinsloger die Buslinien 91 (Gröpelingen ↔ Rönnebeck) und 92 (Gröpelingen ↔ Rönnebeck).

## Gebäude und Anlagen
An der Straße stehen überwiegend ein- bis dreigeschossige Wohnhäuser.
Erwähnenswerte Gebäude und Anlagen
- Nr. 12: 1-gesch. verputztes giebelständiges Wohnhaus von um 1910/20
- Ecke Hinrich-Dewers-Straße 2b: 3-gesch. Wohn- und Geschäftshaus mit Rönnebecker Apotheke
- Nr. 113: 3-gesch. Wohn- und Geschäftshaus mit Arbeit und Lernzentrum
- Lichtblickstraße Nr. 7: Ev.-luth. Paul-Gerhardt-Gemeinde und Kita
- Nr. 121a: 1-gesch. verputztes giebelständiges Wohnhaus von um 1910/20
- Nr. 123: 2-gesch. städt. Kinder- und Familienzentrum
- Nr. 147: Schule an der Reepschlägerstraße, früher Förderzentrum
- Hechelstraße 10/12: 1- und 2-gesch. Grundschule Rönnebeck mit um 11 Klassen (1918)
- Hechelstraße 13: 1-gesch. Kindertagesstätte St. Nicolai